# Minardi PS05
A Minardi PS05 egy Formula–1-es versenyautó, melyet a Minardi csapat tervezett és versenyeztetett a 2005-ös Formula–1 világbajnokságban. Pilótái Christijan Albers és Patrick Friesacher voltak, utóbbit a német nagydíjtól Robert Doornbos váltotta.
Ez volt a csapat által utoljára versenyeztetett autó, ugyanis a nehéz pénzügyi helyzetben lévő Minardit felvásárolta a Red Bull, és a következő évtől már mint Scuderia Toro Rosso indultak.

## Áttekintés
A PS02 óta ez volt a csapat első olyan autója, amit teljesen önállóan terveztek. Ennek során kimondottan szempont volt, hogy azt a Cosworth TJ2005-ös motor köré építsék. Ez a motor ugyanaz volt, mint amit a Red Bull csapat is használt, az osztrák nagydíjtól kezdve azonban a másik csapat előbb kapta meg a fejlesztéseket, mint ők. A csapatfőnök Paul Stoddart és az alapító Giancarlo Minardi abban bíztak, hogy az idény során a Jordanekkel harcba szállhatnak. A szénszálas kasztni masszív oldaldobozokat és továbbfejlesztett aerodinamikát kapott, kétoldalt egy-egy szárnyacskával, hogy csökkentsék a légellenállást és növeljék a tapadást.
A fejlesztés lassan, de azért haladt, figyelemmel a nehéz pénzügyi helyzetre is. A magyar nagydíjon kapta meg az autó az új első szárnyat, melynek összetett kialakítása az évtized végéig valamennyi csapatnál megjelent.
Az autók festése fekete-fehér maradt, az OzJet volt a legnagyobb szponzoruk.

## A szezon
A teljesítmény továbbra is csapnivaló volt, a Minardik a mezőny végén tanyáztak, kivéve az olyan, nagy leszorítóerős pályákon, mint Monaco vagy a Hungaroring. Már a bemutatkozása sem sikerült jól Imolában, ugyanis átlagosan 6 másodperccel volt lassabb az élen haladóknál, de a közvetlen riválisoknál is 1 másodperccel. Habár mindkét pilóta panaszkodott a tapadás hiányára, Paul Stoddart azt nyilatkozta, hogy az autó remek lesz számukra a jövőben.
Az autó leggyengébb pontja egyértelműen a váltómű volt, rengeteg kiesésük volt ennek a meghibásodása miatt. Ezen túlmenően gondok voltak az elektronikai rendszerrel és a hidraulikával is. Motormeghibásodás miatt egyszer sem kellett kiállniuk. Albers nem tudta kvalifikálni magát a magyar nagydíjra, gyenge időeredménye miatt. Mindent összevetve az autó mégis megbízhatóbb volt, mint elődje.
A kitűzött célt, a Jordan megelőzését nem sikerült abszolválniuk, ugyanis gyakorlatilag csak egyszer, Kanadában sikerült tiszta körülmények között eléjük kerülni. Egyetlen versenyen sem értek úgy célba, hogy ne kaptak volna legalább egy kört. Legjobb eredményük az amerikai nagydíjon elért ötödik és hatodik hely, de ezt is csak azért sikerült nekik, mert a Michelin-gumis csapatok nem vettek részt rajta.

## Eredmények
| Év   | Csapat          | Motor               | Gumik | Pilóták            | 1   | 2   | 3   | 4   | 5   | 6   | 7   | 8   | 9   | 10  | 11  | 12  | 13  | 14  | 15  | 16  | 17  | 18  | 19  | Pontok | Helyezés |
| ---- | --------------- | ------------------- | ----- | ------------------ | --- | --- | --- | --- | --- | --- | --- | --- | --- | --- | --- | --- | --- | --- | --- | --- | --- | --- | --- | ------ | -------- |
| 2005 | Minardi F1 Team | Cosworth TJ2005 V10 | B     |                    | AUS | MAL | BHR | SMR | ESP | MON | EUR | CAN | USA | FRA | GBR | GER | HUN | TUR | ITA | BEL | BRA | JPN | CHN | 7      | 10.      |
| 2005 | Minardi F1 Team | Cosworth TJ2005 V10 | B     | Christijan Albers  |     |     |     | KI  | KI  | 14  | 17  | 11  | 5   | KI  | 18  | 13  | NC  | KI  | 19  | 12  | 14  | 16  | 16† | 7      | 10.      |
| 2005 | Minardi F1 Team | Cosworth TJ2005 V10 | B     | Patrick Friesacher |     |     |     | KI  | KI  | KI  | 18  | KI  | 6   | KI  | 19  |     |     |     |     |     |     |     |     | 7      | 10.      |
| 2005 | Minardi F1 Team | Cosworth TJ2005 V10 | B     | Robert Doornbos    |     |     |     |     |     |     |     |     |     |     |     | 18  | KI  | 13  | 18  | 13  | KI  | 14  | 14† | 7      | 10.      |

## Forráshivatkozások
1. ↑  https://www.autosport.com/f1/news/stoddart-ps05-wont-last-race-distance-5331496/5331496/
2. ↑  https://us.motorsport.com/f1/news/cosworth-2005-facts-and-figures/1281450/
3. ↑  https://www.autosport.com/f1/news/minardi-aiming-to-beat-jordan-5067915/5067915/
4. ↑  https://au.motorsport.com/f1/news/san-marino-gp-minardi-friday-practice-notes-2005-04-23/1220706/
5. ↑  San Marino race notes - Minardi. Pitpass, 2005. április 24. (Hozzáférés: 2024. szeptember 18.)

1. ↑  Az FIA 2005-ös szabályai miatt a holland születésű Doornbos monacói színekben versenyzett.